# Virginijus Šmigelskas
Virginijus Šmigelskas (ur. 2 stycznia 1961 w Mejszagole) – litewski historyk i prawnik, samorządowiec, poseł na Sejm Republiki Litewskiej (2000).

## Życiorys
Urodził się w podwileńskiej Mejszagole, dzieciństwo i młodość spędził w Szyrwintach. W 1985 ukończył studia na wydziale historii Wileńskiego Uniwersytetu Państwowego, studiował również reżyserię. W latach 1994–1999 kształcił się zaocznie na wydziale prawa tego samego uniwersytetu. Odbywał staże naukowe w Niemczech i Wielkiej Brytanii.
Od 1985 zatrudniony jako redaktor w Wilnie. W latach 1987–1989 kierował rejonowym domem kultury w Szyrwintach, później był dyrektorem jednego z wydziałów litewskiego funduszu kultury (1989–1991), pracował również jako sekretarz w agencji informacyjnej resortu oświaty i kultury (1991–1993). Od 1993 do 1995 był prezesem jednej z fundacji.
Od 1999 do 2000 wykonywał zawód prawnika w spółce "Vilniaus šilumos tinklai". W 2000 został zatrudniony jako wykładowca nauk społecznych na Wileńskim Uniwersytecie Pedagogicznym. Przez krótki czas był również prezesem instytutu rozwoju regionalnego (2001–2002) oraz spółki "RSVP" (2002).
W połowie lat 90. zaangażował się w politykę, wstępując do Litewskiego Związku Centrum. W 1997 wybrano go w skład rady miejskiej Wilna. 15 maja 2000 objął na kilka miesięcy mandat posła na Sejm. Był wówczas członkiem komisji ds. obszarów wiejskich, należał również do delegacji do Unii Międzyparlamentarnej.
W 2004 przystąpił do Związku Partii Chłopskiej i Nowej Demokracji, w 2005 został działaczem Litewskiego Ludowego Związku Chłopskiego. Objął funkcję koordynatora tej partii w regionie wileńskim. Później związał się z Litewską Socjaldemokratyczną Partią Pracy.